# Lyanco
Lyanco Evangelista Silveira Neves Vojnović (Servisch: Лијанко Еванжелиста Силвеира Невеш Војновић) (Vitória, 1 februari 1997) – alias Lyanco – is een Braziliaans-Servisch voetballer die doorgaans speelt als centrale verdediger. In juli 2024 verruilde hij Southampton voor Atlético Mineiro.

## Clubcarrière
Lyanco speelde in de jeugdopleiding van Botafogo en kwam in 2015 terecht bij São Paulo. Bij die club brak hij door. Op 2 juli 2015 werd met 2–1 verloren van Atlético Paranaense en Lyanco mocht van coach Juan Carlos Osorio een halfuur voor tijd invallen. Gedurende twee jaar speelde hij eenentwintig competitiewedstrijden, waarin hij tot één doelpunt kwam.
In de zomer van 2017 nam Torino de centrumverdediger over voor circa zeven miljoen euro. In Italië zette Lyanco zijn handtekening onder een verbintenis voor de duur van vijf seizoenen. Zijn debuut voor zijn nieuwe club maakte de Braziliaan op 20 september 2017, toen op bezoek bij Udinese met 2–3 werd gewonnen. Andrea Belotti, Emil Hallfreðsson en Adem Ljajić scoorden voor Torino; de tegengoals kwamen van Rodrigo De Paul en Kevin Lasagna. Lyanco mocht van coach Siniša Mihajlović in de basis beginnen en speelde het gehele duel. In januari 2019 werd Lyanco voor een halfjaar verhuurd aan Bologna. Na die verhuurperiode kreeg de Braziliaan meer speeltijd bij Torino; hij speelde zeventien competitieduels in het seizoen 2019/20 en het jaar erop kwam hij tot drieëntwintig optredens in de Serie A.
Lyanco maakte in augustus 2021 voor een bedrag van circa zevenenhalf miljoen euro de overstap naar Southampton, waar hij zijn handtekening zette onder een verbintenis voor de duur van vier seizoenen. Medio 2023 huurde Al-Gharafa hem. Na deze verhuurperiode vertrok Lyanco definitief bij Southampton; Atlético Mineiro nam hem voor een bedrag van circa vijf miljoen euro over.

## Clubstatistieken
| Seizoen | Club             | Competitie     | Competitie | Competitie | Beker | Beker | Internationaal | Internationaal | Totaal | Totaal |
| Seizoen | Club             | Competitie     | Wed.       | Dlp.       | Wed.  | Dlp.  | Wed.           | Dlp.           | Wed.   | Dlp.   |
| ------- | ---------------- | -------------- | ---------- | ---------- | ----- | ----- | -------------- | -------------- | ------ | ------ |
| 2015    | São Paulo        | Série A        | 9          | 0          | 2     | 0     | —              | —              | 11     | 0      |
| 2016    | São Paulo        | Série A        | 12         | 1          | 1     | 0     | 0              | 0              | 13     | 1      |
| 2017    | São Paulo        | Série A        | 0          | 0          | 1     | 0     | —              | —              | 1      | 0      |
| 2017/18 | Torino           | Serie A        | 4          | 0          | 2     | 0     | —              | —              | 6      | 0      |
| 2018/19 | Torino           | Serie A        | 2          | 0          | 2     | 0     | —              | —              | 4      | 0      |
| 2018/19 | → Bologna        | Serie A        | 13         | 1          | 0     | 0     | —              | —              | 13     | 1      |
| 2019/20 | Torino           | Serie A        | 17         | 0          | 1     | 0     | 0              | 0              | 18     | 0      |
| 2020/21 | Torino           | Serie A        | 23         | 0          | 2     | 1     | —              | —              | 25     | 1      |
| 2021/22 | Southampton      | Premier League | 15         | 0          | 3     | 0     | —              | —              | 18     | 0      |
| 2022/23 | Southampton      | Premier League | 21         | 1          | 9     | 0     | —              | —              | 30     | 1      |
| 2023/24 | Southampton      | Championship   | 0          | 0          | 1     | 0     | —              | —              | 1      | 0      |
| 2023/24 | → Al-Gharafa     | Stars League   | 13         | 1          | 3     | 1     | —              | —              | 16     | 2      |
| 2024    | Atlético Mineiro | Série A        | 1          | 0          | 0     | 0     | 0              | 0              | 1      | 0      |
| Totaal  | Totaal           | Totaal         | 130        | 4          | 27    | 2     | 0              | 0              | 157    | 6      |

Bijgewerkt op 24 juli 2024.